# Шершень (журнал)
Шершень — два українські гумористично-сатиричні журнали. Перший видавався 1906 в Україні, другий — 1908—1911 в Нью-Йорку, а потім у Скрентоні.

## Шершень (1906)
Шершень — гумористично-сатиричний ілюстрований тижневик. Виходив від 6 січня до 14 липня 1906 у Києві. Видавець і редактор Володимир Лозинський. Вийшло 26 чисел.
За короткий час появи «Шершень» залишив значний слід у розвитку української політичної сатири та мистецтва журнальної графіки.
Визначніші літературні співробітники: Михайло Коцюбинський, Леся Українка, Володимир Самійленко, Агатангел Кримський, Іван Липа, Осип Маковей, Іван Нечуй-Левицький, Людмила Старицька-Черняхівська, Василь Стефаник, С. Тимченко, Гнат Хоткевич та ін.
Авторами ілюстрацій та політичних карикатур були Іван Бурячок, Фотій Красицький, Віктор Масляников, Павло Наумов, Володимир Різниченко, Опанас Сластіон тощо. 
Перше засідання редколегії журналу «Шершень» відбулося на Андріївському узвозі, у будинку № 15, який також відомий, як «Замок Річарда — Левине серце».
Усі реакції:
Після того як російські чорносотенці протягом 1907 - 1908 років робили неодноразові погроми редакційної будівлі та жорстоко били і переслідували його співробітників та авторів, журнал "Шершень" став видаватися у місті Нью-Йорк в США.

## Шершень (1908—1911)
Шершень — гумористично-сатиричний двотижневик. Видавав Василь Гришко з березня 1908 до червня 1911, спершу в Нью-Йорку, а з листопада 1908 у Скрентоні. Перетворений у жовтні 1910 на популярний літературно-науковий журнал, став органом Українського Робітничого Союзу за редакцією Євгена Гвоздика. У червні 1911 замість «Шершня» Український Робітничий Союз почав видавати тижневик «Народна Воля».